# Euplexidia angusta
Euplexidia angusta là một loài bướm đêm trong họ Noctuidae.